# Гонконзький філармонічний оркестр
Гонконзький філармонічний оркестр (港樂, Hong Kong Philharmonic Orchestra) — найбільший філармонічний оркестр Гонконгу. Заснований в 1895, як любительський оркестр під назвою Китайсько-британський оркестр (中 英 管弦乐 团), сучасну назву отримав у 1957 році, а 1974 року був поставлений на професійну основу й отримав постійне фінансування Уряду.

## Діяльність
Оркестр популяризує творчість композиторів гонконзького походження зокрема і сучасних, таких як Джон Чен, Девід Ґвілт, Даніель Ло, Ло Пінг-Леунг та Річард Цанг.
У лютому 1986, HKPO провів концертний тур кількох містах КНР. Восени 1995, HKPO здійснив північно-американське турне, дебютувавши у 9 містах в США та Канади. У 2003 році оркестр здійснив свій європейський дебют з виступами в Лондоні (у Барбікан Холлі), Белфаст, Дубліні та Парижі (у Театрі Єлисейських Полів).
Щорічний бюджет оркестру складає HK $108 млн. (дані сезону 2009/2010), з яких 60 % — це субсидія уряду Гонконгу. Решта 40 % — надходження від продажу квитків, заохочувальні премії, спонсорство, реклама та пожертвування.
Оркестр щорічно дає понад 140 концертів у різних залах, включаючи зали Культурного центру Гонконгу та мерії, аудиторія слухачів за рік сягає 180 тисяч . Окрім класичної програми, оркестр час від часу береться за супровід поп-зірок.

## Диригенти
| Музичні директори - 1974—1975 Kek-tjiang Lim (林克昌) - 1977—1978 Hans-Gunther Mommer - 1979—1981 Ling Tung (董麟) - 1984—1989 Kenneth Schermerhorn - 1989—2000 David Atherton - 2000—2003 Samuel Wong (黃大德) - 2004—2012 Edo de Waart (за сумісництвом з 2009 — головний диригент) - 2012–present Jaap van Zweden | Головні запрошені диригенти - 1982—1985 Максим Шостакович - 1984—1993 Kenneth Jean (甄健豪) Головні диригенти - 1984—1986 John Lau (劉子成) - 1986—2000 Wing-sie Yip - 2000—2009 David Atherton |

## Інші окрестри Гонконгу
- City Chamber Orchestra of Hong Kong[en]
- Hong Kong Chamber Orchestra[en]
- Hong Kong Chinese Orchestra[en]
- Hong Kong Sinfonietta[en]
- SAR Philharmonic Orchestra

## References
1. ↑  Chou, Oliver (26 червня 2011). And the bands played on. Post Magazine. South China Morning Post. Архів оригіналу за 12 лютого 2012. Процитовано 12 серпня 2013.